# Hermann Nebelung
Hermann Nebelung (* 9. August 1910 in Meiningen; † 28. September 1984 in Aachen) war ein deutscher Verkehrsingenieur und Hochschullehrer.

## Leben und Wirken
Nebelung stammte aus Thüringen. Er promovierte an der Technischen Hochschule in Berlin 1938 zum Dr.-Ing. Das Thema seiner Dissertation lautete Die Bewertung der Zugbildungsanlagen eines Verschiebebahnhofes nach den Rangieraufgaben und der Betriebsweise. Er wurde Oberbaurat sowie von 1. Oktober 1954 bis zu seiner Emeritierung am 1. Oktober 1975 ordentlicher Professor für Verkehrswirtschaft, Eisenbahnbau und -betrieb sowie Direktor des Verkehrswissenschaftlichen Instituts (VIA) der Technischen Hochschule Aachen.

## Schriften (Auswahl)
- Die Bewertung der Zugbildungsanlagen eines Verschiebebahnhofes nach den Rangieraufgaben und der Betriebsweise. Berlin 1938.
- Bauliche Gestaltung von Schwerpunktbahnhöfen. Düsseldorf 1964.
- Verkehrsflächen für Straßenfahrzeuge in großen Güterbahnhöfen und ihr Anschluß an das Straßennetz. Düsseldorf 1965.